# Chamaeleo monachus
Chamaeleo monachus е вид влечуго от семейство Хамелеонови (Chamaeleonidae). Видът е почти застрашен от изчезване.

## Разпространение и местообитание
Разпространен е в Йемен (Сокотра).
Обитава храсталаци и плантации.